# 張欣泰
張欣泰（456年—501年），字義亨，竟陵郡（今湖北省潛江市）人。南朝宋齊官員，在齊官至雍州刺史，因與禁中將領圖謀廢黜皇帝蕭寶卷而被殺。父親是宋左衞將軍張興世。

## 生平

### 不以武事
張興世以武幹發跡，但張欣泰自小即有志向和節操，並不向軍事方面發展，反而喜歡寫隸書，讀諸子雜說和史籍。十多歲時曾去見時任吏部尚書的褚淵，褚淵因著其武將之子的身份就問他騎射武藝如何，但張欣泰卻說自己天性害怕馬匹，亦無力拉弓、這令褚淵大感奇怪。
張欣泰長大後入仕刘宋，历任郢州主簿、晉熙王劉燮及南陽王劉翽等諸王府佐:92-95。入齊後，又歷任寧朔將軍及尚書都官郎。張欣泰和齊武帝早年已經有交往，武帝遂在建元四年（482年）繼位後以張欣泰擔任統領禁軍的直閤將軍:96-97。後轉豫章王蕭嶷的太尉參軍，再外任安遠護軍、武陵內史，任內因涉及貪污殺人而遭彈劾，但武帝寬恕其罪。及後武帝又讓張欣泰回任直閤將軍、步兵校尉，領羽林監。張欣泰歷經武職，但他雅俗皆宜，結交的大都是有名的飽識之士，不在當值期間則常常去遊園，頭戴鹿皮帽，穿著衲衣，持錫杖並挾一把素琴。如此文人士族的行徑被人向武帝告發，遭武帝批評武將之後竟敢作這種舉止。後來張欣泰跟著武帝出遊新林（今江蘇南京市西南），期間武帝命欣泰領兵外出查察，不過欣泰及後卻讓部隊停駐，自己在松樹下飲酒賦詩。制局監呂文度路過看到，遂向武帝報告，武帝大怒之下將欣泰遣出，數日後武帝氣下了，就將欣泰召還，並對他說：「既然你不喜歡擔任武職，我就讓你任清貴的待從官吧。」調欣泰任正員郎。
永明八年（490年），張欣泰外任鎮軍中兵參軍、南平內史。同年，荊州刺史、巴東王蕭子響不堪被僚屬制約，大殺長史劉寅等，齊武帝聞訊大怒，命衞尉兼太子中庶子胡諧之統領游擊將軍尹略及中書舍人茹法亮等共數百臺兵討伐蕭子響，並命令蕭子響投降，更指示胡諧之若子響肯投降要饒他一命。張欣泰作為胡諧之副手隨軍，他向胡諧之表示這次討伐勝利並無功名，但失敗了卻是恥辱，認為子響集團很多都是因利益和威逼而結成，建議胡諧之在夏口（今湖北武漢市西）停駐，派人向子響集團勸降，避免正面作戰。胡諧之不聽，進軍至江津（今湖北江陵縣南）築城，蕭子響頻頻派人表示他不是反叛，又送食物前來勞軍。不過胡諧之等人懷疑蕭子響，不但不接受食物，更殺掉子響的使者，子響怒而進攻，大敗臺軍，尹略戰死，胡諧之等乘船還建康。不久蕭順之殺蕭子響，張欣泰改任新任荊州刺史隨王蕭子隆的鎮西中兵，領河東內史。蕭子隆很喜歡他，不但和他多次宴談，更讓他兼領荊州州府中很多職位，待遇和另一位獲蕭子隆欣遇的鎮西功曹謝朓相類。事情被蕭子隆的典籤密告蕭武帝，齊武帝怒而召還欣泰:101-103。

### 隨守鍾離
建武元年（494年），齊明帝繼位，以欣泰為領軍將軍蕭諶的領軍長史，後轉諮議參軍。其時欣泰曾向明帝上陳二十條政策建議，其中就有一條包括廢毀佛塔和寺廟。建武二年（495年），北魏攻齊，其中魏廣陵侯元衍率軍攻鍾離縣（今安徽鳳陽縣臨淮鎮東），齊明帝命崔慧景等領兵救援鍾離，欣泰以軍主身份在崔慧景麾下。不過，元衍的進攻被守鍾離的徐州刺史蕭惠休擋住，北魏孝文帝遂親自領兵攻鍾離，並在鍾離北淮河中的邵陽洲中築城。崔慧景得知後大為憂心，但張欣泰看出孝文帝是想退兵，向崔慧景說明其意，並認為只要和魏軍講和各自罷兵，則可以結束戰事。崔慧景聽從並命欣泰到城下向魏軍表明各自罷兵之意。時孝文帝的確想退兵，築城只為安置新附的人民，但也受制於蕭坦之的進攻，新城不守之下亦只好放棄。北渡淮水期間齊軍抄斷洲中魏軍退路，邵陽洲中當時尚有數萬兵力未及渡河，遂向崔慧景以五百匹馬作交換借道撤退。當時崔慧景打算拒絕並乘機進攻，然而張欣泰卻以「歸師勿遏」為由成功勸說崔慧景接受借道要求，洲中魏軍遂得以撤退，而蕭坦之戰後則將崔慧景和張欣泰放過敵軍的事情向明帝報告，明帝遂沒有對二人戰功作出褒賞。

### 起事遇戮
建武四年（497年）轉永陽太守。永元二年（500年），平南將軍崔慧景起兵欲推翻皇帝蕭寶卷，並領兵進圍宮城，時欣泰在都，受召入城領軍守衞。同年崔慧景兵敗被殺，欣泰轉任輔國將軍、廬陵王安東軍事。永元三年（501年），雍州刺史蕭衍以其兄尚書令蕭懿遭蕭寶卷誅殺而起兵，蕭寶卷聞亂便讓張欣泰以輔國將軍持節、督雍梁南北秦四州郢州之竟陵司州之隨郡軍事、雍州刺史。不過，此時張欣泰卻和弟弟張欣時，以及太子右率胡松、前南譙太守王靈秀、直閤將軍鴻選等十餘人秘密聯結欲起事。時蕭衍進攻郢城（即夏口），蕭寶卷命中書舍人馮元嗣監軍救援郢城，寶卷倖臣茹法珍、梅蟲兒、李居士及楊明泰等在中興堂為馮元嗣送行，欣泰此時則命人藏刀在中興堂偷襲眾人，當場殺害馮元嗣及楊明泰，也重創了梅蟲兒，但李居士和茹法珍則成功逃命。張欣泰得知所派的人開始行動後便動身入宮，他預計蕭寶卷在得知有亂事時因找不到茹法珍等人，就會將討伐事務交給自己，然後自己就和外面王靈秀等人裏應外合，得以廢蕭寶卷立蕭寶寅。可是因為茹法珍成功逃回宮中，茹法珍就主理宮中防務，張欣泰並沒有獲得任何兵力，鴻選等禁中將領亦不敢起事，迎蕭寶寅的王靈秀亦因無法入臺城而潰散。事敗後數天，張欣泰等的密謀被揭發，眾人皆被蕭寶卷殺害，欣泰死時四十六歲。:88。

## 性格特徵
- 張欣泰不好武事，除了喜歡和士子交結及進行文士活動外，在因與隨王蕭子隆過於親近而被齊武帝免職之時長期賦閒在家，遂在南岡下置宅並以射雉和豢養具各種技藝的家伎消磨時間[13][2]:28。
- 張欣泰亦為南朝詩人，他的詩作雖已散佚，但他與范縝在鍾嶸的《詩品》中並列為下品，鍾氏稱二人「希古勝文，鄙薄俗製，賞心流亮，不失雅宗」[14][2]:43-54

## 延伸阅读
[在维基数据编辑]
 《南齊書·卷51》，出自萧子显《南齊書》